# Aleksandar Kolev
Aleksandar Kolev (Sofía, 8 de diciembre de 1992) es un futbolista búlgaro que juega en la demarcación de delantero para el Nantong Zhiyun de la Primera Liga China.

## Selección nacional
Hizo su debut con la selección de fútbol de Bulgaria el 16 de noviembre de 2023 en un partido de clasificación para la Eurocopa 2024 contra Hungría que finalizó con un resultado de empate a dos tras un gol de Martin Ádám y un autogol de Aleks Petkov para Hungría, y de Spas Delev y Kiril Despodov para Bulgaria.

## Clubes
| Club                   | País       | Año       | Partidos | Goles |
| ---------------------- | ---------- | --------- | -------- | ----- |
| KFC Dessel Sport       | Bélgica    | 2010-2013 | 69       | 5     |
| ASV Geel               | Bélgica    | 2013-2014 | 33       | 7     |
| PFC Botev Plovdiv      | Bulgaria   | 2014-2015 | 33       | 5     |
| ASV Geel               | Bélgica    | 2016      | 5        | 0     |
| PFC Beroe Stara Zagora | Bulgaria   | 2016      | 15       | 0     |
| Stal Mielec            | Polonia    | 2017      | 15       | 7     |
| Sandecja Nowy Sącz     | Polonia    | 2017-2018 | 33       | 8     |
| Arka Gdynia            | Polonia    | 2018-2019 | 20       | 1     |
| Raków Częstochowa      | Polonia    | 2019      | 8        | 1     |
| FC Kaisar              | Kazajistán | 2020      | 14       | 0     |
| Stal Mielec            | Polonia    | 2021      | 22       | 3     |
| FC CSKA 1948 Sofia II  | Bulgaria   | 2022      | 2        | 1     |
| FC CSKA 1948 Sofia     | Bulgaria   | 2022-2023 | 39       | 12    |
| FC Krumovgrad          | Bulgaria   | 2023-2024 | 34       | 15    |
| PFC Levski Sofia       | Bulgaria   | 2024-2025 | 30       | 9     |
| Nantong Zhiyun         | China      | 2025-     |          |       |

## Palmarés

### Distinciones individuales
| Distinción                                     | Año  |
| ---------------------------------------------- | ---- |
| Máximo goleador de la Primera Liga de Bulgaria | 2024 |